# Dalia Contreras
Dalia María Contreras Rivero (Lara, Venezuela, 20. rujna 1983.) venezuelanska je tekvandoašica. Na Olimpijadi u Pekingu 2008. osvojila je broncu. Sudjelovala je i na Olimpijadi u Atena 2004. gdje je završila na 8. mjestu.

## Karijera
Dalia Contretas osim olimpijske medalje, uspješna je i na svjetskim kontinentalnim natjecnjima. Tako je 2001. i 2003. na Svjetskim prvenstvima osvojila dvije bronce. Tada je nastupala u težinskoj kategoriji od 47 kg.
U istoj težinskoj kategoriji osvojila je i tri zlatne medalje na kontinentalnim natjecanjima. Prvo zlato osvaja 2002. na Centalnoameričkim i Karibskim igrama. Četiri godine potom, 2006., obranila je naslov kontinentalne prvakinje. Iste godine osvojila je zlato i na Južnoameričkim igrama.
Dalia Contreras u karijeri ima i osvojeno srebro, i to s Pan američkih igara koje su se održale u Santo Domingu 2003 godine.

## Nastup na Olimpijskim igrama

### OI 2008. Peking
| Peking 2008.     | Peking 2008. | Peking 2008.      | Peking 2008.    |
| Protivnik        | Zemlja       | Uspjeh            | Natjecanje      |
| ---------------- | ------------ | ----------------- | --------------- |
| Sumeyye Gulec    | Njemačka     | 4:2 pobjeda       | 1. krug         |
| Charlotte Craig  | SAD          | 3:2 pobjeda       | četvrtfinale    |
| Buttree Puedpong | Tajland      | 2:2; poraz - PS * | polufinale      |
| Mildred Alango   | Kenija       | 1:0 pobjeda       | borba za broncu |

- Poraz zbog protivničke superiornosti (eng. Won by Superiority)

## Osvojeni trofeji
| OSVOJENI TROFEJI | OSVOJENI TROFEJI                  | OSVOJENI TROFEJI |
| Godina           | Turnir                            | Uspjeh           |
| ---------------- | --------------------------------- | ---------------- |
| 2001.            | Svjetsko prvenstvo                | Bronca           |
| 2002.            | Centralnoameričke i Karibske igre | Zlato            |
| 2003.            | Svjetsko prvenstvo                | Bronca           |
| 2003.            | Panameričke igre                  | Srebro           |
| 2006.            | Centralnoameričke i Karibske igre | Zlato            |
| 2006.            | Južnoameričke igre                | Zlato            |
| 2008.            | Olimpijske igre u Pekingu         | Bronca           |